# Stratford (Oklahoma)
Stratford és un poble dels Estats Units a l'estat d'Oklahoma. Segons el cens del 2000 tenia 1.474 habitants.

## Demografia
Segons el cens del 2000, Stratford tenia 1.474 habitants, 612 habitatges, i 386 famílies. La densitat de població era de 552,5 habitants per km².
Dels 612 habitatges en un 31,5% hi vivien nens de menys de 18 anys, en un 45,9% hi vivien parelles casades, en un 12,9% dones solteres, i en un 36,9% no eren unitats familiars. En el 35% dels habitatges hi vivien persones soles el 17,8% de les quals corresponia a persones de 65 anys o més que vivien soles. El nombre mitjà de persones vivint en cada habitatge era de 2,35 i el nombre mitjà de persones que vivien en cada família era de 3,02.
Per edats la població es repartia de la següent manera: un 26,9% tenia menys de 18 anys, un 10% entre 18 i 24, un 24,8% entre 25 i 44, un 19,5% de 45 a 60 i un 18,9% 65 anys o més.
L'edat mediana era de 37 anys. Per cada 100 dones de 18 o més anys hi havia 78,5 homes.
La renda mediana per habitatge era de 19.375 $ i la renda mediana per família de 26.210 $. Els homes tenien una renda mediana de 24.583 $ mentre que les dones 14.688 $. La renda per capita de la població era d'11.247 $. Entorn del 20,1% de les famílies i el 24,6% de la població estaven per davall del llindar de pobresa.

## Poblacions més properes
El següent diagrama mostra les poblacions més properes.